# Laredo (Teksas)
Laredo je grad u američkoj saveznoj državi Teksas. Prema popisu stanovništva iz 2010. u njemu je živjelo 236.091 stanovnika.